# Ardisia mamillata
Ardisia mamillata Hance – gatunek roślin z rodziny pierwiosnkowatych (Primulaceae). Występuje naturalnie w Laosie, Wietnamie oraz Chinach (w prowincjach Fujian, Guangdong, Hajnan, Hunan, Junnan, Kuangsi, Kuejczou oraz Syczuan). 

## Morfologia
PokrójZimozielony krzew dorastający do 1,5 m wysokości, tworzący kłącza.
LiścieBlaszka liściowa ma podługowato lancetowaty lub odwrotnie jajowaty kształt. Mierzy 7–14 cm długości oraz 3–4 cm szerokości, jest karbowana na brzegu, ma tępą nasadę i ostry lub tępy wierzchołek. Ogonek liściowy jest nagi i ma 5–15 mm długości.
KwiatyZebrane po 10–15 w wierzchotkach przypominających baldachy, wyrastają z kątów pędów. Mają działki kielicha o lancetowatym kształcie. Płatki są owalne i mają białą lub różową barwę oraz 5–7 mm długości.
OwocPestkowce mierzące 6 mm średnicy, o kulistym kształcie.

## Biologia i ekologia
Rośnie na terenach bagnistych oraz w lasach. Występuje na wysokości od 500 do 1600 m n.p.m.